# 마르틴 모이즈

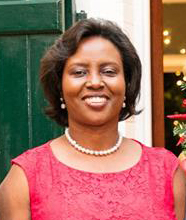
마르틴 모이즈

마르틴 모이즈(영어: Martine Moïse, 1974년 6월 5일 ~ )는 아이티의 정치인이다. 조브넬 모이즈의 부인이다.